# Гурдин, Юрий Михайлович
Юрий Михайлович Гурдин (род. 11 августа 1960, Тара, Омская область) — российский политик, член Совета Федерации (2001—2002).

## Биография
Родился 11 августа 1960 года в городе Тара Омской области.
Согласно официальной биографии, в 1993 году окончил Томский государственный университет по специальности «юрист», в 1997 — Томский государственный архитектурно-строительный университет по специальности «инженер-механик».
Трудовую карьеру начал старшим техником НИИ ядерной физики при Томском политехническом институте и водителем грузовика в управлении «Химстрой».

### Политическая карьера
В 1983—1988 годах работал в структурах ВЛКСМ.
В 1988—1991 годах — генеральный директор территориально-производственного объединения «Томич».
В 1991 году — президент Сибирского торгового общества «СИБИКО», в 1991—1992 годах — начальник отдела коммерции Томского облисполкома.
В 1992—1996 годах — коммерческий директор ООО «Томскинтерсервис».
В 1996—2000 годах работал на руководящих постах в ОАО «Юниверс-Холдинг».
В 2000—2001 годах — генеральный директор, председатель наблюдательного совета ОАО «Сиблеспром».
С декабря 2001 по сентябрь 2002 — член Совета Федерации Федерального Собрания РФ от Томской области. С января 2002 года — член Комитета по экономической политике, предпринимательству и собственности. С мая 2002 — заместитель председателя упомянутого комитета.
Затем работал в ряде коммерческих структур.
В апреле 2012 года назначен заместителем губернатора — руководителем представительства Томской области при Правительстве РФ.
С 1 сентября 2012 по 13 мая 2022 — заместитель губернатора Томской области по инвестиционной политике и имущественным отношениям.
13 июля 2022 года арестован по обвинению в растрате в особо крупном размере. Спустя 3 месяца, 11 октября против бывшего чиновника возбуждено уголовное дело об использовании заведомо подложных документов. По версии следствия, он приобрел поддельные дипломы ТГУ и ТГАСУ, чтобы в 2017 году получить переназначение на должность заместителя губернатора.
Женат, двое детей.